# Aeranthes moratii
Aeranthes moratii är en orkidéart som beskrevs av Jean Marie Bosser. Aeranthes moratii ingår i släktet Aeranthes och familjen orkidéer. Inga underarter finns listade i Catalogue of Life.